# Dinheirozaur
Dynheirozaur (Dinheirosaurus lourinhanensis) – zauropod z rodziny diplodoków (Diplodocidae)
Żył w epoce późnej jury (ok. 154-151 mln lat temu) na terenach obecnej Europy. Długość ciała ok. 25 m, wysokość ok. 6 m, masa ok. 10 t. Jego szczątki znaleziono w Portugalii (w okolicach miejscowości Lourinhã).
Początkowo zaklasyfikowany jako lorinazaur. Dokładniejsza analiza skamieniałości wykazała jednak, że mamy tu do czynienia z odrębnym rodzajem.